# Orde van de Onafhankelijkheid (Jordanië)

Lint

Orde van de Onafhankelijkheid

De Orde van de Onafhankelijkheid, in het Arabisch: "Wisam al-Istiqial" genoemd, werd in 1921
door Koning of "Emir" Hussain I ibn Ali van de Hijaz gesticht. De orde werd na 1925 door Koning Abdoellah I van Transjordanië van zijn oudere broer 'Hoessein ibn Ali overgenomen en is daarmee de oudste van de Jordaanse ridderorden.
De aanleiding tot het stichten van een orde was het herstel van het Arabische zelfbestuur na eeuwenlang bestuur van het Arabische schiereiland door de Turkse sultans.
De orde kreeg de gebruikelijke vijf graden en wordt voor burgerlijke en militaire verdienste toegekend.
De graden van de orde
- Grootlint

De Grootlinten dragen het lint van de orde over hun rechterschouder en het kleinood op hun linkerheup. Op de linkerborst dragen zij een ster.
- Grootofficier

De Grootofficieren dragen het kleinood aan een lint om de hals. Op de linkerborst dragen zij een ster.
- Commandeur

De Commandeurs dragen het kleinood aan een lint om de hals.
- Lid der Vierde Klasse

Zij dragen het kleinood aan een smal lint met rozet op de linkerborst.
- Lid der Vijfde Klasse

Zij dragen het kleinood aan een smal lint op de linkerborst.
Aan de orde is een zilveren medaille verbonden. Deze werd tot 1952 aan onderofficieren, politieagenten en manschappen van het Arabische Legioen verleend.
De versierselen van de orde
De oudste Jordaanse orden zijn op de Turkse voorbeelden geënt, de jongere orden lijken qua vorm op de Britse onderscheidingen.De kleinoden hebben de vorm van sterren omdat kruisen in een islamitisch land niet gepast zouden zijn.
Het kleinood is een tienpuntige zilveren ster met een punt naar beneden gericht met daarop een kleinere vijfpuntige gouden ster binnen een gouden lauwerkrans.Op het centrale robijnrode medaillon staat in gouden Arabische letters ""Al-Hussein ibn Ali" geschreven.
Als verhoging wordt een kleine gouden lauwerkrans aangebracht.
De ster van de Grootlinten en Grootofficieren is gelijk aan het kleinood en 88 millimeter in doorsnede maar mist de verhoging.
Het lint is diep purper gekleurd met brede witte en zwarte biezen.Oudere linten hebben de kleuren zwart, rood en wit in gelijke banen. 